# Confédération mondiale du travail
Pour les articles homonymes, voir CMT (homonymie).
 (août 2018).
Si vous disposez d'ouvrages ou d'articles de référence ou si vous connaissez des sites web de qualité traitant du thème abordé ici, merci de compléter l'article en donnant les références utiles à sa vérifiabilité et en les liant à la section « Notes et références ».
La Confédération mondiale du travail (CMT) était une internationale syndicale chrétienne fondée en 1920 à La Haye. Jusqu'en 1968, elle s'appelait Confédération internationale des syndicats chrétiens (CISC). La CFTC et les CSC belge et suisse en étaient membres. Son siège était situé à Bruxelles. La CMT s'est autodissoute lors de son congrès du 31 octobre 2006 pour permettre l’intégration de ses membres au sein de la nouvelle Confédération syndicale internationale.

## Historique

### Les origines de la CISC (1908-1919)

#### Les premiers syndicats chrétiens et leur coordination internationale
Dès la création des premiers syndicats chrétiens à la fin du XIXe siècle, des contacts internationaux ont lieu entre eux. En 1900, les syndicats du textile d’Allemagne, de Belgique et des Pays-Bas se réunissent à Aix-la-Chapelle pour essayer de se coordonner avec le Syndicat professionnel international (SPI) laïque du textile, mais ils ne parviennent pas à un accord. De même, les observateurs envoyés par les syndicats catholiques d’employés dans divers congrès n’aboutissent pas à une entente.

#### La conférence deZurich(août 1908) et la création d’un SSI chrétien
En août 1908, les confédérations chrétiennes de huit pays, dont l’Allemagne décident de créer un Secrétariat syndical international (SSI), dont le secrétariat est confié à l’Allemand Stegerwald représentant de l’organisation la plus puissante. Les Allemands imposent aussi leur conception d’un syndicalisme interconfessionnel (catholique et protestant) et la centralisation. Les syndicats catholiques français sont très réticents à ce modèle, et n’adhèrent qu’en 1912. La Première Guerre mondiale interrompt ces liaisons internationales.

### La fondation de la CISC et l’Entre-deux-guerres(1919-1945)

#### Le congrès deLa Haye
Au lendemain du conflit, deux conférences se tiennent en 1919, l’une à Paris avec les syndicats des anciens Alliés, l’autre à Lucerne avec les syndicats des pays germaniques. En juin 1919, la conférence de La Haye rassemblent tous ces syndicats qui forment alors la Confédération internationale des syndicats chrétiens qui comptent onze confédérations membres (Allemagne, Autriche, Belgique, Espagne, France, Hongrie, Italie, Pays-Bas, Suisse, et Tchécoslovaquie), la présidence est confiée à un Suisse (Scherer), et le secrétariat à un Hollandais (Serrarens). Elle décide d’applique le principe de l’interconfessionalisme, mais laisse chacune de ces centrales nationales libres de l’appliquer ou non (la CFTC refuse).

#### La CISC pendant l’Entre-deux-guerres
La CISC reste largement en troisième position derrière la Fédération syndicale internationale et l’Internationale syndicale rouge pendant toutes ces périodes. Elle ne rassemble que 2 900 000 adhérents en 1922, et elle est profondément atteinte par la disparition des centrales italienne en 1922, puis allemande en 1933.
Par ailleurs, elle ne parvient pas à se faire reconnaître par l’Organisation internationale du travail comme une interlocutrice, à cause de l’opposition de la Fédération syndicale internationale. Ce n’est qu’en 1939 qu’un de ses représentants, le Français Gaston Tessier, peut siéger à l’OIT, mais comme conseiller de la délégation gouvernementale française.
Enfin, contrairement à l’ISR qui essaye d’intégrer les Secrétariats professionnels internationaux de la FSI, la CISC préfère organiser les siens. Elle en a treize en 1922.

### La CISC au lendemain de laSeconde Guerre mondiale(1945-1949)
Pendant la Seconde Guerre mondiale, la CISC est pratiquement réduite à néant, puisque la plupart de ses syndicats membres sont sous la tutelle des Nazis, cependant ces organisations membres participent à la Résistance, comme la CFTC en France.

#### Le refus de laFédération syndicale mondiale
Lors de la conférence syndicale mondiale de Londres de février 1945, la CISC est invitée, et elle se fait représenter dans le comité chargé de préparer la Conférence de Paris qui suit, mais elle n’y est qu’à titre consultatif, et ne parvient pas à faire modifier l’article 2 des statuts de la Fédération syndicale mondiale qui prévoit qu’il n’y ait qu’une seule centrale affiliée par pays. Or, pour les syndicats chrétiens, le pluralisme syndical doit être la norme. Finalement, la CISC convoque son propre congrès à Bruxelles pour le 8 octobre 1945.

#### Le refus de laConfédération internationale des syndicats libres
Lors de ses congrès de Bruxelles, puis d’Amsterdam (juin 1946), la CISC réaffirme la nécessité du pluralisme syndical, contre les syndicats uniques obligatoires, elle réaffirme aussi son refus des nationalisations. Lors des débats sur le Plan Marshall, la CISC participe à la Conférence de Londres des syndicats favorables au Plan (9-10 mars 1948). Elle participe aussi à la Conférence de Genève des syndicats qui s’apprêtent à quitter la Fédération syndicale mondiale (25-26 juin 1949). Elle est donc logiquement invitée à la conférence de Londres qui crée la Confédération internationale des syndicats libres du 28 novembre au 7 décembre 1949. Mais si la CISL accepte l’adhésion des syndicats chrétiens, elle leur demande de se dissoudre dans les deux ans au sein des confédérations adhérentes, pour ne reconnaître à terme qu’une centrale par pays. Cette condition est inacceptable pour la CISC qui préfère alors maintenir une voie syndicale autonome.

### Affirmation et expansion de la CISC (1950-1968)

#### L’affirmation d’une troisième voie
Entre la CISL et la FSM, la CISC essaye de faire entendre sa spécificité. Elle fait le choix d’une condamnation claire et sans ambigüité du communisme et des dictatures des Pays de l’Est qui empêchent l’expression d’un syndicalisme libre. Mais contrairement à la CISL, obsédée par l’anti-communisme, elle condamne en parallèle le capitalisme. Dès 1951, elle affirme ainsi que seule la « justice sociale » peut fonder une paix universelle et durable. Elle proteste aussi fermement contre le gouvernement français qui expulse la FSM de son siège parisien en 1950.

#### La construction syndicale européenne
Dès 1950, la CISC salue « avec enthousiasme » le Plan Schuman qui va fonder la Communauté européenne du charbon et de l’acier. Elle va rester fidèle à l’option européenne, et avec la CISL défend l’option atlantique. En mai 1958, la CISC crée l'Organisation européenne - CISC (OE-CISC) dont le siège est à Bruxelles et rassemble ses organisations membres de l’Europe des Six. Elle milite pour la reconnaissance du fait syndical au niveau européen. En mai 1974, l’OE-CISC est dissoute, et ses membres rejoignent la Confédération européenne des syndicats.

#### L’extension mondiale
En parallèle à ses efforts vers la construction européenne, la CISC décide de sortir de l’Europe pour élargir son influence, en priorité vers les pays de culture catholique d’Afrique, d’Asie et d’Amérique latine. Elle se développe notamment dans les colonies françaises d’Afrique (Afrique-Équatoriale française, Afrique-Occidentale française) et en 1957, elle crée la Coordination des syndicats africains de langue française, qui s'élargira pour devenir l'Union panafricaine des travailleurs croyants. En 1954, elle crée la Confédération latino-américaine des syndicalistes chrétiens (CLASC - Confederación Latino Americana de Sindicalistas Cristianos), qui s’oppose immédiatement aux orientations pro-États-Unis des syndicats de la CISL.

### De la Confédération mondiale du travail à laConfédération syndicale internationale(1968-2006)

#### La déconfessionnalisation de la CISC
À partir des années 1960, la CISC radicalise progressivement ses positions, sous l’influence notamment de la CFTC (qui devient la CFDT en 1964) et de la Nederlands Katholiek Vakverbond néerlandaise qui trouvent dans les syndicats latino-américains (CLASC) un relais. En 1964, le congrès de Liège limite les références chrétiennes à une simple phrase, et en 1968, le congrès de Luxembourg décide par 115 voix contre 2 et 7 abstentions de transformer la CISC en Confédération mondiale du travail. Certaines centrales, comme la CFDT réclament des changements plus radicaux encore, mais la CMT refuse. En 1977, la CMT déclare accepter « un syndicalisme de masse et de classe », et « pense qu’il faut réaliser une planification démocratique ». Cependant, la CMT ne dépasse pas les 12 millions d’adhérents, et ses organisations, à de rares exceptions, sont loin derrière celles de la Confédération internationale des syndicats libres.

#### Le rapprochement avec la CISL
Dès le début des années 1970, la CMT et la CISL se rapprochent. Des rencontres ont lieu à plusieurs reprises, mais la CMT craint d’être dissoute au sein de la CISL, la fusion de la Centrale catholique hollandaise avec son homologue travailliste amène d’ailleurs la première à se désaffilier de la CMT. En 1988, alors que la CISL réaffirme la volonté de fusion lors de son congrès de Melbourne, la CMT donne son accord sur le principe, mais veut d’abord dissiper les divergences de programmes et de principes. Par ailleurs, la CMT engage aussi un processus de recentrage par rapport aux années 1970.

#### Vers la fusion
La marginalisation de la Fédération syndicale mondiale à la suite de la chute du régime soviétique, et la création de nouveaux syndicats, comme Solidarnosc en Pologne change la donne syndicale. La CMT et la CISL décident à partir des années 1990 d’entamer de vraies discussions sur une possibilité de fusion. Cette volonté est renforcée par le phénomène de la globalisation du capital qui réclame une réponse syndicale cohérente. Enfin, cela permet d’intégrer au sein de la nouvelle Confédération syndicale internationale, des organisations qui comme la CGT française n’avaient plus d’affiliation internationale.